# Керли (певица)
Ке́рли (встречается также англоязычное произношение Кёрли, полное имя — Керли Кыйв; эст. Kerli Kõiv) — (род. 7 февраля 1987 года) — эстонская певица и автор песен. Керли впервые появилась в 2004 году на конкурсе Eurolaul с песней «Beautiful Inside». Дебютный альбом Керли Love Is Dead занял 126 место в чарте Billboard 200 в июле 2008 года и 2 в Billboard Heatseekers. В 2010 году две композиции Керли, в том числе — дуэт с Tokio Hotel — «Strange», вошли в сборник музыки к фильму «Алиса в стране чудес» Almost Alice.

## Ранние годы
Керли родилась в городе Элва, Эстония в семье социальной служащей и автомеханика. Прапрабабушка Керли, которую прозвали «Прекрасная Мэй» за её красоту, была служанкой у немецкого герцога, от которого она родила ребёнка — прабабушку Керли. У Керли есть младшая сестра Элиса, которая тоже занимается музыкой и участвовала в одном из сезонов эстонского аналога «Фабрики звёзд».
В детстве Керли серьёзно занималась бальными танцами. В 16 лет она бросила школу, чтобы развивать свои музыкальные способности. В подростковом возрасте она училась петь, танцевать, играть на фортепиано.

## Карьера

### 2002—2005: Начало карьеры
В 2002 году участвовала в певческом конкурсе Laulukarussell и выиграла его, выступив с песней «Bridge over Troubled Water». В этом же году она солгала о своём возрасте, чтобы получить возможность участия в конкурсе Fizz Superstar (прибалтийский аналог American Idol), поскольку к участию допускались исполнители от 15 лет. Керли выиграла этот конкурс и получила контракт со шведским звукозаписывающим лейблом Universal Sweden, однако контракт оказался неудачным, поскольку человек, подписавший его со стороны Universal Music ушёл в отставку. СМИ Эстонии называли неудачный контракт «Синдромом Керли». Сама Керли заявила, что не чувствует сожаления по поводу того, что уехала из Эстонии и потерпела неудачу:
Нет, я ни о чём не жалею. Какое-то время, поскольку я уехала из Эстонии, эстонцы ничего не слышали обо мне тогда, как и о других молодых эстонских исполнителях... Я думаю, что сейчас они начинают осознавать, что я на самом деле не теряла время даром.
Керли подписала контракт с независимым лейблом, основанным тем самым человеком, который заключал с ней контракт в Universal Music, но вскоре компания обанкротилась. В 16 лет Керли переехала в Стокгольм, где приняла участие в конкурсе Melodifestivalen в 2003 году и дошла до второго полуфинала. В 2004 году она приняла участие в Eurolaul — отборе на Евровидение с песней «Beautiful Inside», где заняла второе место.
В 18 лет она переехала в США, где попала на прослушивание к Эл Эй Рейду и затем подписала контракт с Island Def Jam Music Group в 2006 году.

### 2006—2008 год. Мини-альбом Kerli и дебютный альбом Love is Dead

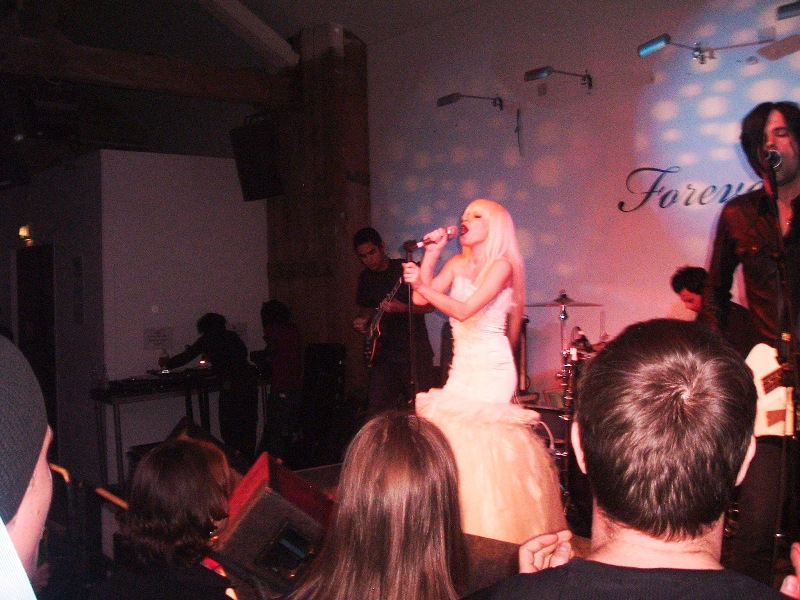
Выступление Керли в Лондоне, 2008 год.

В 2006 году Керли подписала контракт с Island Records. Керли работала с продюсером и автором песен Дэвидом Морисом. Первые записи были выпущены в одноимённый мини-альбом Kerli (EP). В 2008 году Керли выпускает свой дебютный альбом, названный Love Is Dead. Видео на песню «Love Is Dead» было выпущено Island Records 29 февраля 2008 года, а клип на песню «Walking on Air» вышел 20 мая 2008 года. Песня стала «бесплатным синглом недели» на iTunes с 21 по 29 июля 2008 года. Также Керли исполнила её на церемонии вручения премии Scream 2008 года.
Песня «Creepshow» вошла в саундтрек игры Burnout Paradise. А композиция «Bulletproof» вошла в официальный саундтрек фильма Каратель: Территория войны.
В 2008 году Керли записала главную тему к игре «007: Квант Милосердия», под названием «When Nobody Loves You».

### 2009 год — настоящее время: Almost Alice и новый альбом
На январь 2009 у Керли был запланирован совместный концертный тур с группой The Rasmus, однако её участие в нём не состоялось, поскольку певица начала работу над своим вторым альбомом.
В июле 2009 года Керли выступила на эстонском музыкальном фестивале Õllesummer в Таллине, выступление стало первым в Эстонии после долгого перерыва В Эстонии Керли дала интервью местному изданию Postimees, в котором выразила свою резкую критическую позицию в адрес общества; издания elu24 и Kroonika жёстко отреагировали на то, что певица затронула в том интервью тему употребления марихуаны, а также сравнила людей и животных, в ответ певица заявила, что ей безразлично то, как о ней думают и пишут
10 сентября 2009 года лейбл Island Def Jam объявил о выходе приложения для iPhone «Керли» и в том же месяце пользователи этого приложения смогли услышать новую композицию «Saima». Керли переиздала сингл «The Creationist», новая версия стала дуэтом с итальянским исполнителем и автором песен Чезаре Кремонини.
Керли стала лауреатом эстонской премии European Border Breakers Award за альбом Love Is Dead.
2 марта 2010 года, вышел в свет Almost Alice — сборник музыки к фильму «Алиса в стране чудес», включающий в себя две песни Керли «Tea Party» и «Strange», написанная совместно с Tokio Hotel. Макси сингл ремикс «Tea Party» вышел 15 июня 2010 года..
Также в 2010 году Керли стала одним из соавторов песни Тарьи Турунен «I Feel Immortal», вышедшей в качестве второго сингла с её студийного альбома What Lies Beneath..
В апреле 2010 года запустила свою линию одежды.
Также она записала кавер-версию песни «Nature Boy», которая стала промотреком 10 сезона сериала Тайны Смолвилля. 27 октября был запущен новый сайт Керли для поклонников — «Kerli’s MoonChild Academy».
В настоящее время певица работает над своим вторым студийным альбомом. Она заявила, что на данный момент разрабатывает новый музыкальный стиль «баббл-готика» и что второй альбом будет более позитивным, чем Love is Dead, но сохранит типичные черты стиля Керли. Ожидается, что альбом выйдет в 2011 году. Промосинглом второго альбома стал трек «Army of Love»,. Видеоклип «Army of Love» был снят в Эстонии в начале ноября и "задаёт тон её следующего альбома.. Режиссёром клипа стал Каймар Кукк (Caviar Productions). 1 декабря вышла первая из пяти частей видеоблога, где Керли рассказывает о съёмках клипа для AOL PopEater. Песня «Army of Love» была издана 16 декабря 2010 года, а премьера видеоклипа состоялась 22 декабря. 30 апреля 2011 года Песня возглавила чарт Billboard Hot Dance Club Songs. В 2013 году песня The Lucky Ones также возглавила чарт Billboard Hot Dance Club Songs.
В марте 2011 года издание Ekspress включило Керли в список 100 самых влиятельных женщин Эстонии.
В ноябре 2013 года, Керли покинула Island Records и подписала контракт с лейблом Ultra Music

## Стиль и влияние

Логотип Керли с «отметками луны»

Впервые Керли увлеклась музыкой ещё в детском саду, где её заметила одна из воспитательниц, которая подтолкнула её на изучение музыки и занятия.. В 8 лет Керли серьёзно увлеклась классической музыкой. Позже она стала увлекаться поп-музыкой, в особенности группой Spice Girls. В настоящее время Керли утверждает, что наибольшее влияние на неё оказало творчество Бьорк и Sigur Rós. Среди других музыкальных исполнителей, повлиявших на творчество певицы, числятся Анаук, Джони Митчелл и Дженис Джоплин.
После выпуска альбома Love Is Dead Керли стали причислять к готической субкультуре; в одной из рецензий несогласный с этим автор заявил, что она — «бабблгам-гот». Певица заявила, что это определение отражает «именно то, чем она является», и что она возьмёт эту концепцию за основу своего стиля. После она стала употреблять сокращение «Бабблгот» («BubbleGoth»). По признанию Керли, наибольшее влияние на образ бабблготики оказала группа Spice Girls.

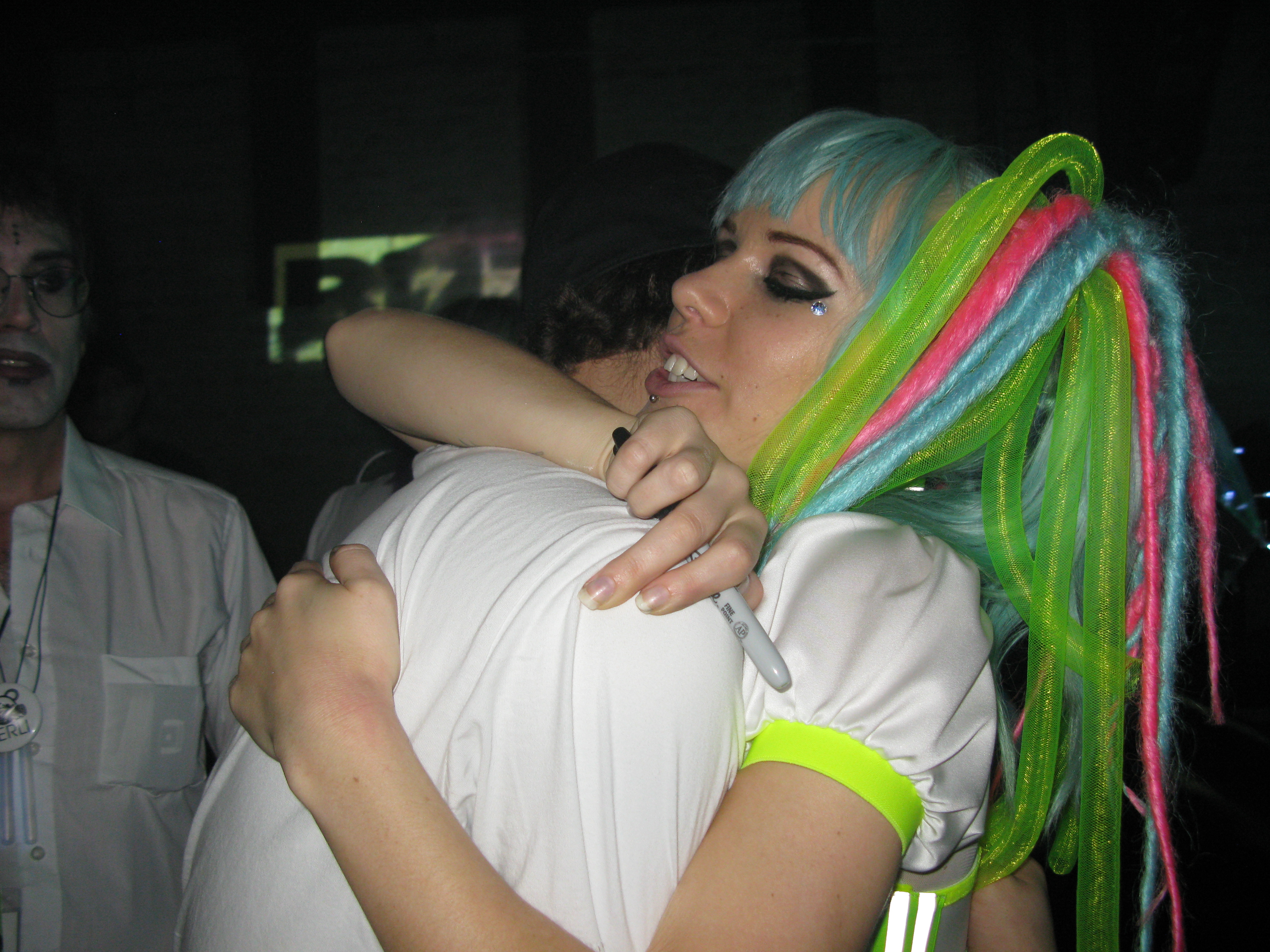
Керли обнимает одного из поклонников во время фестиваля South by Southwest 2011 года

Керли часто использует в своём сценическом образе рисунок из трёх точек, которые она называет «отметками луны», представляющими собой целостность, любовь и единство,. Эти три понятия также стали постулатами для «Лунных Детей» (Moon Children) — особого сообщества поклонников Керли, которое певица создала «для людей, которые очень много чувствуют и которым тяжело существовать в этом мире, для того, чтобы они не считали себя сумасшедшими». Изначально оно планировалось с целью общения детей индиго, но развилось в более широкое сообщество.
Керли поддерживает равноправие в отношении ЛГБТ, она заявила, что желает, чтобы «мир стал таким местом, где все люди имеют равные права на брак, усыновление и возможность провести свою жизнь без необходимости разъяснений о себе… Это не касается политики, это — из области прав человека. У всех людей должны быть равные права…». Также она выступает против цензуры.
Певица не является приверженцем какой-либо религии, но верит в явление реинкарнации и различные формы жизни после смерти, а также в существование фей, ангелов и демонов; по её мнению — это могут быть «отражения внутреннего света и тьмы» человека.

## Личная жизнь
У Керли есть  татуировки. В 15 лет она сделала себе тату в виде китайских иероглифов, обозначающих слово «музыка» («音乐»). Также у певицы есть две татуировки на правой руке в виде бабочки, обозначающей призыв «прожить каждый день как последний» и татуировка с надписью на латыни «Amicus Humani Generis» (друг человеческой расы); на левой руке певицы есть татуировка с надписью «Agnus Dei» (Агнец Божий). Также Керли сделала татуировку на правой ноге в виде буквы «E», — инициала того, кто «разбил её сердце». На правой руке есть знак Викки, свободной религии, основой которой является поклонение созидательным силам Природы в виде Богини и Бога. Символ религиозной принадлежности Викки это пентакль (пентаграмма вписанная в круг).
16 февраля 2017 Керли сделала себе татуировку в виде змеи на правой руке. Сама певица комментирует это в своём видео как: «I'm so super strong».
На данный момент Керли живёт в Лос-Анджелесе, штат Калифорния.
В феврале 2018 сайт PledgeMusic сделал рассылку всем подписчикам Керли на почту с информацией о том, что она сейчас переживает не лучший период в жизни.
Но в отсутствие она успела записать независимый альбом.

## Дискография
Альбомы
- Kerli (2007)
- Love Is Dead (2008)
- Utopia (2013)
- Shadow Works (2019)

## Награды и номинации
| Год  |                  | Премия                                                     | Результат |
| ---- | ---------------- | ---------------------------------------------------------- | --------- |
| 2008 | Керли            | MTV Europe Music Awards — Лучший Прибалтийский исполнитель | Номинация |
| 2008 | «Walking on Air» | MTV Video Music Awards — лучшее поп-видео                  | Номинация |
| 2009 | «Walking on Air» | Eesti Rahvusringhääling Хит года, 2008                     | Победа    |
| 2009 | «Walking on Air» | Estonian Music Awards                                      | Победа    |
| 2010 | Love Is Dead     | European Border Breakers Award (EBBA)                      | Победа    |
| 2011 | «Tea Party»      | Eesti Muusikaauhinnad — Aasta Muusikavideo                 | Победа    |